# Marius Moritz
Marius Moritz (* 1990 in Magdeburg) ist ein deutscher Jazzmusiker (Piano, Komposition).

## Leben und Wirken
Moritz erhielt klassischen Klavierunterricht; mit 15 Jahren kam er als Autodidakt zum Jazz. 2008 studierte er privat bei Matthias Bätzel in Weimar. Zwischen 2010 und 2015 absolvierte er ein Bachelorstudium Jazzpiano, dann bis 2017 ein Masterstudium Komposition bei Thomas Zoller an der Hochschule für Musik Carl Maria von Weber Dresden.
Mit dem Improvisationsquartett Elastic Social Structure entstanden die selbstproduzierten Alben Social Structures und Live in Løgumkloster. Mit dem Quintett Sonore Wandbehänge, das auf der Musik Erik Saties aufbaut, wurde er 2014 mit dem eco-Preis der BASF für die beste Interpretation zeitgenössischer Musik ausgezeichnet. Mit dem Gitarristen Leon Albert arbeitet er im Duo L.A.M.M. Weiterhin gehört er zu Paul Peukers Peuker8, mit dem zwei Alben entstanden. Darüber hinaus ist er solistisch zu hören; 2020 erschien sein Soloalbum Raum, Zuwendung und Zeit. Sein besonderes Interesse gilt dabei den Schnittstellen von (scheinbar) weit auseinander liegenden musikalischen Traditionen und Idiomen, wie frühe Mehrstimmigkeit, Neue Musik, American Songbook und Free Jazz. Moritz trat bereits in Deutschland, Frankreich, Belgien, Polen, Tschechien, der Schweiz sowie den USA auf. Er ist auch auf dem Album Timeless von Thomas Walter Maria zu hören.
Als Komponist schuf Moritz auch Werke für die Landesjugendbigband Sachsen-Anhalt und die Mitteldeutsche Kammerphilharmonie. Im Februar 2025 erschien ein Band mit Klavieretüden und Kompositionen 14 Etüden und ein paar Stücke mehr. Pädagogisch wirkt er am Konservatorium Georg Philipp Telemann in Magdeburg, wo er auch das Magdeburger Symphonic Pop Ensemble leitet, sowie als Lehrbeauftragter für Jazzgeschichte, Theorie/Gehörbildung und Komposition an der Musikhochschule Dresden.

## Diskographische Hinweise
- Sonore Wandbehänge: Jenen gewidmet, die uns nicht mögen (Contemplate Music 2016, mit Halym Kim, Leon Albert, Otto Hirte, Sebastian Braun)[8]
- Weschenfelder / Strauch / Moritz / Roth: 4 Pieces (Otherunwise 2017)[9]
- Raum, Zuwendung und Zeit (Suninga 2020)
- Das Eismeer: Live im Sowieso Neukölln (Slowing 2020, mit Paul Peuker, Leon Griese)[10]
- Elastic Social Structure: Live in Løgumkloster (Bandcamp 2021, mit Jonathan Strauch, David Whitwell, Steffen Roth)[11]
- Peuker8: Sender (WhyPlayJazz 2022, mit Paul Peuker, Mark Weschenfelder, Alina Gropper, Filip Sommer, Elisabeth Coudoux, Tobias Fröhlich, Florian Lauer)[12]